# 一道會
一道會（一道会），本部事務所位於福岡縣福岡市中央區春吉2-15-24 ，日本的指定暴力團（犯罪組織）之一・六代目山口組的2次團體。一道會為延續被解散的「二代目浅川一家」勢力版圖，2008年估計本部有直系組員26名。

## 歷史
2008年10月14日， 山口組舍弟・後藤忠政（後藤組組長）遭山口組「除籍」處分事件後，其他直系：井奧會、三代目大門會、六代目角定一家、太田會、浅川會、二代目浅川一家、二代目一心會等7名連署聲援後藤忠政的山口組直系組長同遭「除籍」與「絕緣」處分，並於21日由山口組宣佈8人退出，組織解散或重組。
2008年11月5日，山口組「定例會」發表新直参（直系組長）人事昇格，分別為：良知組・良知政志組長（原後藤組若頭）、藤友會・塚本修正會長（原後藤組總本部長）、秋良連合會・秋良東力會長（原太田會組長代行）、三代目一心會・能塚 惠會長（原二代目一心會若頭）、一道會・一之宮敏彰會長（原二代目浅川一家舍弟頭）、清田會・清田隆紀會長（原水心會若頭、後二代目伊豆組舍弟）等6人。
2008年11月11日，一ノ宮敏彰會長所帶領的一道會，在二代目伊豆組本部事務所舉行「盃直」的成立儀式。儀式列席名單中，青山千尋・二代目伊豆組組長擔任儀式的「取持人」、光安克明・光生會會長任儀式的「奔走人」、山口組「九州ブロック」的所有直系組長皆列名為儀式的「見届人」，而這名單之中也有一名同時是在11月的定例會中，被發表升格為山口組直系組長的清田隆紀・清田會會長的身影。

## 最高幹部
（2013年）
- 會長・一之宮敏彰（六代目山口組若中、原二代目浅川一家舎弟頭）[4]
- 會長代行・西村俊己（西村會會長）
- 若頭・酒見重信
- 舍弟頭・酒井廣次（酒井組組長）
- 本部長・伊藤武嗣（二代目成道會會長）
- 若頭補佐・小嶋泰宏（二代目一真會會長）
- 若頭補佐・今村健二（今健組組長）
- 相談役・金堀武司（金堀組組長）
- 相談役・柄澤正明（柄澤興業組長）

## 資料來源
1. ↑  事務所を移転へ　火炎瓶投げ込みめぐり  （页面存档备份，存于） 毎日新聞2016年8月10日
2. ↑  山口組　独走第３弾「綱紀粛正」強化と新直参６人の昇格人事 週刊実話2008年11月20日
3. ↑  山口組　１１.１１全国一斉「盃直し」完全誌上中継！ 週刊実話2008年12月4日號
4. ↑  学校近くに組事務所　逮捕　一道会十数人、条例違反容疑　県警 （页面存档备份，存于） 西日本新聞 2017年01月24日